# Lano i Woodley rozrabiają
Lano i Woodley rozrabiają (ang. The Adventures of Lano and Woodley) – australijsko-brytyjski serial komediowy nadawany przez stację ABC od 1 września 1997 r. do 26 czerwca 1999 r. W Polsce serial nadawany był na antenie TVP1.

## Obsada
- Colin Lane jako Lano (wszystkie 13 odcinków)[1]
- Frank Woodley jako Woodley (13)
- Neil Pigot jako sierż. Pearce (3)
- Tony Rickards jako Zachary Wilde (20
- William Gluth jako Mitchell (2)
- Sally Hildyard jako Suzanne (2)
- Costas Kilias jako listonosz Rob (2)
- Paula Gardner jako pani Drysdale (2)
- Anthea Davis jako ona sama (2)

## Spis odcinków
| N/o            | Polski tytuł   | Angielski tytuł    |
| -------------- | -------------- | ------------------ |
|                |                |                    |
| SERIA PIERWSZA |                |                    |
|                |                |                    |
| 01             | Dziewczyna     | The Girlfriend     |
|                |                |                    |
| 02             | Proste zadanie | One Simple Task    |
|                |                |                    |
| 03             | Zostań gwiazdą | Star Quest         |
|                |                |                    |
| 04             |                | Tonight You Die    |
|                |                |                    |
| 05             |                | The Wall           |
|                |                |                    |
| 06             |                | The Two Men        |
|                |                |                    |
| SERIA DRUGA    |                |                    |
|                |                |                    |
| 07             |                | The Pool           |
|                |                |                    |
| 08             |                | The Primal Warrior |
|                |                |                    |
| 09             |                | The Easter Story   |
|                |                |                    |
| 10             |                | Game Show God      |
|                |                |                    |
| 11             |                | Mother             |
|                |                |                    |
| 12             |                | I Love You Baby    |
| 13             |                | I Love You Baby    |
|                |                |                    |